# Hilarographa orthochrysa
Hilarographa orthochrysa es una especie de polilla de la familia Tortricidae.
Fue descrita científicamente por Meyrick en 1932.